# Kommission Jenkins
Die EG-Kommission Jenkins war von 1977 bis 1981 im Amt. Die Farbe bedeute die politische Zugehörigkeit (Blau = EVP, Rot = SPE, Gelb = ALDE).
| Ressort                                                       | Kommissar              | Mitgliedstaat          | politische Richtung |
| ------------------------------------------------------------- | ---------------------- | ---------------------- | ------------------- |
| Präsident                                                     | Roy Jenkins            | Vereinigtes Königreich | Labour              |
| Steuern, Verkehr, Verbraucher                                 | Richard Burke          | Irland                 | Fine Gael           |
| Vizepräsident, Außenpolitik                                   | Wilhelm Haferkamp      | Deutschland            | SPD                 |
| Energie, Wissenschaft, Forschung                              | Guido Brunner          | Deutschland            | FDP                 |
| Wettbewerb                                                    | Raymond Vouel          | Luxemburg              | LSAP                |
| Binnenmarkt, Zollunion, Industrie                             | Étienne Davignon       | Belgien                | PSC                 |
| Vizepräsident, Beschäftigung, soziale Angelegenheiten         | Henk Vredeling         | Niederlande            | PvdA                |
| Vizepräsident, Landwirtschaft, Fischerei                      | Finn Olav Gundelach    | Dänemark               |                     |
| Vizepräsident, Wirtschaft und Währungsfragen                  | François-Xavier Ortoli | Frankreich             | RPR                 |
| Entwicklung                                                   | Claude Cheysson        | Frankreich             | PS                  |
| Regionalpolitik                                               | Antonio Giolitti       | Italien                | PSI                 |
| Vizepräsident, Erweiterung, Umwelt, nukleare Sicherheit       | Lorenzo Natali         | Italien                | DC                  |
| Haushalt, Finanzielle Kontrolle und Finanzielle Institutionen | Christopher Tugendhat  | Vereinigtes Königreich | Konservative        |